# Boiga tanahjampeana
Boiga tanahjampeana este o specie de șerpi din genul Boiga, familia Colubridae, descrisă de Nikolai L. Orlov și Sergei A. Ryabov în anul 2002. Conform Catalogue of Life specia Boiga tanahjampeana nu are subspecii cunoscute.